# Jambi (Sultanat)
Das Sultanat Jambi, zur Kolonialzeit üblicherweise Djambi geschrieben, bestand bis zur Unabhängigkeit Indonesiens im südlichen Teil der Insel Sumatra. Seit 1957 ist Jambi autonome Provinz. Regierungssitz war und ist die knapp 90 km im Inland liegende gleichnamige Hauptstadt am südlichen Ufer des Hari, die einige Zeit Telanaipura genannt wurde. Ein Unterdistrikt der Hauptstadt trägt diesen Namen noch heute.

## Landeskunde
Die koloniale Residentur Jambi mit ca. 50.000 km² grenzte an Land an die Bezirke Indragiri, Westsumatra, Benkoelen (Grenze entlang der Wasserscheide) und Palembang. Die überwiegend schlammige Küste grenzte an die Straße von Berhala. Die westliche Grenzregion zur Residentur Padangsche Oberländer ist gebirgig, dort befindet sich der höchste Berg Sumatras, der Korintji (3805 m). Im vulkanischen Hochland findet sich in Kerinci, eine mit Schwemmmaterial gefüllte Senke von 40 × 12 km. Erste umfassende geologische Untersuchungen wurden von A. Tobler 1904–1912 durchgeführt. Der durchschnittliche Regenfall beträgt um 3000 mm, die trockenere Jahreszeit dauert von April bis Oktober.

### Bevölkerung
Die Volkszählung 1915 ergab 209.399 Eingeborene, 1343 Chinesen, 108 Europäer, 606 Araber sowie 45 andere Ausländer. Der Hauptort hatte 1905 insgesamt 8815 Einwohner. Das Gebiet blieb mit 4,26 (1912) bzw. 5,5 Einwohnern/km² (1930) das am dünnsten besiedelte von Sumatra. Ansiedlungen befanden sich hauptsächlich entlang der Flussläufe, die die einzigen Verkehrswege darstellten, bis nach 1900 Landstraßen gebaut wurden. Die überwiegend muslimischen Einwohner galten als wenig fanatisch, vor dem Ersten Weltkrieg konnten jährlich ca. 300 nach Mekka pilgern. In den gebirgigen Regionen lebten zahlreiche indigene Stämme.

## Geschichte
Chinesische Quellen, die um das Jahr 600 datieren, erwähnen zwei Reiche auf Sumatra: eines an der Küste in Jambi und eines in Palembang, wobei Jambi vielleicht das bedeutendere Königreich war, das zu dieser Zeit eher Beziehungen nach China pflegte. Jambi wurde aber schon nach einem Feldzug um 683 von Srivijaya übernommen, wovon der Pilgermönch I Ching Zeugnis ablegt. Im 14. Jahrhundert gelangte das Gebiet unter den Einfluss des javanischen Königreichs Majapahit als sich dieses auf dem Höhepunkt seiner Macht befand. Die von der Seeseite her zugewanderten islamisierten Malaien stellten die Oberschicht der Gesellschaft. Die traditionell gläubigen Indigenen wurden im 18. Jahrhundert immer weiter zurückgedrängt.

### 1445 bis 1823
Eine erste Faktorei der VOC wurde am 15. September 1615 im Hauptort errichtet; sie existierte bis 1768. Seit etwa 1630 bediente man sich verstärkt chinesischer Mittelsmänner. Der Sultan suchte ab 1640 zur Zeit der aggressiven Expansion Acehs verstärkt die Unterstützung der VOC. Der Herrscher war nach 1690 so unpopulär, dass ein großer Teil der Bevölkerung abwanderte. Die VOC griff daher in die örtliche Politik ein und half bei seinem Machterhalt mit. Seit 1717 befand sich im Fort von Muara Kompeh dauernd eine kleine Garnison, bis sie 1868 abzog. Jambi war auch Markt für die von der VOC gehandelten Sklaven. Für den Zeitraum 1724 bis 1833 gibt es wenige Berichte.

### 1823 bis 1907

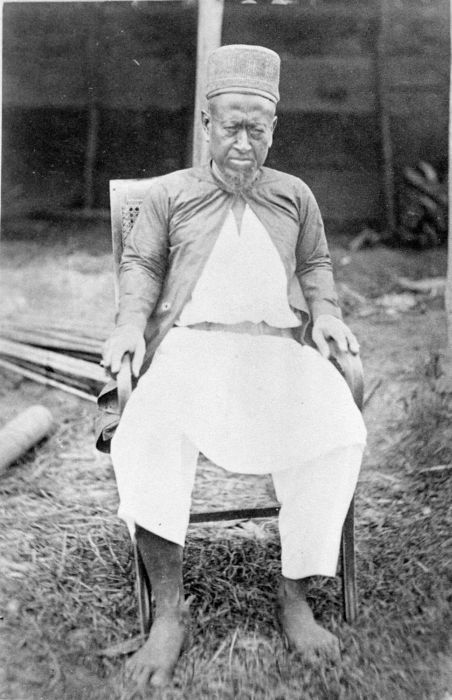
Sultan Achmad Nazaruddin (reg. 1858–1881)

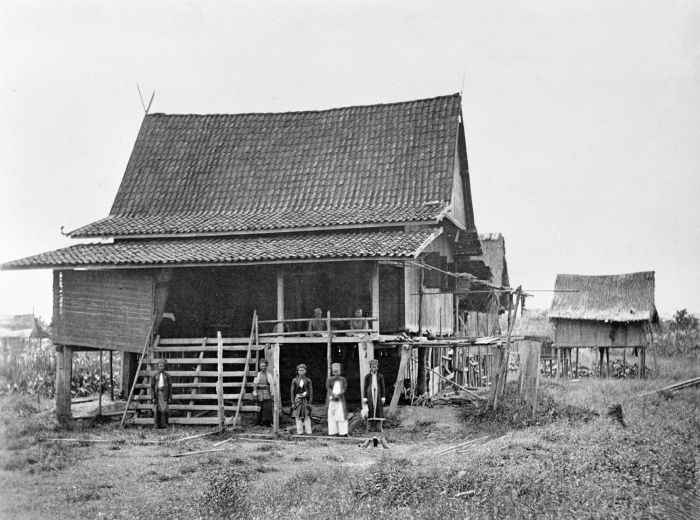
„Palast“ des Sultans (1878)

Der tyrannische Sultan Mahudin (reg. ca. 1811–1833) wurde 1833 vertrieben, er ging nach Batavia ins Exil. Sultan Facharuddin erbat 1833 die Hilfe der Holländer bei der Piratenbekämpfung, die er auch erhielt. Im Gegenzug musste er eine kleine Garnison hinnehmen, freien Handel zugestehen und das Salzmonopol abtreten. Als sein Nachfolger Taha Safi ud-Din 1858 die Konzessionen rückgängig machen wollte, wurde er im November durch eine Militärintervention der Kolonialherren abgesetzt und durch seinen Onkel Ahmad Nazaruddin († 1881) ersetzt. Ein neuer Vertrag machte den Herrscher zum Vasallen von Batavia, verbot Auslandskontakte, unterstellte zugewanderte Chinesen und Araber kolonialer Gerichtsbarkeit und führte die Pockenimpfung ein. Dieser Vertrag war von den Holländern als notwendig erachtet worden, da amerikanische Interessen, zunächst 1852 in Form des Abenteurers Walter Murray Gibson, dann auch der US Navy u. a. durch die Perry-Mission zwischen ihren Aufenthalten in Japan, dann bis Januar 1857 die niederländische Oberhoheit in Zweifel zogen. Die Apanage des Fürsten wurde zunächst auf 10.000, wenige Jahre später auf 15.000 fl. erhöht. Am Hofe wurde ab 1860 ein „politischer Agent“ mit Garnison installiert. Weitere Eingriffe 1868, 1878 und 1881 führten zur Ausweitung kolonialer Kontrolle. Taha versuchte, wie schon 1857, noch mehrmals vom Kalifen die Anerkennung als unabhängiger muslimischer Staat unter nomineller ottomanischer Oberhoheit zu erreichen. Die Sumatra-Expedition 1877–1879 fürchtete, von den Anhängern Tahas angegriffen zu werden und die Garnison wurde wieder verstärkt. Die nächsten Jahre kümmerte man sich – von Ethnologen und Naturforschern abgesehen – wenig um das kleine Land.
Nachdem 1883 drei Europäer ermordet worden waren und 1885/56, 1888 sowie 1895 immer wieder Unruhen ausbrachen, wurde der Herrscher endgültig zur Marionette degradiert. Sultan Zain ud-Din (reg. ab 1885) bekam einen siebenjährigen Sohn Tahas als Kronprinzen zur Seite. Zwar durfte er sich innerhalb seines „Reiches“ frei bewegen, er hatte jedoch vierteljährlich beim politischen Agenten zum Rapport anzutreten. Der Sultan wurde für den immer weitergehenden Machtverlust durch weitere Erhöhungen seiner Apanage entschädigt. Die in ganz Niederländisch-Indien betriebenen Monopole wurden auch in Jambi etabliert.

#### Aufstand (1901–1904/7)

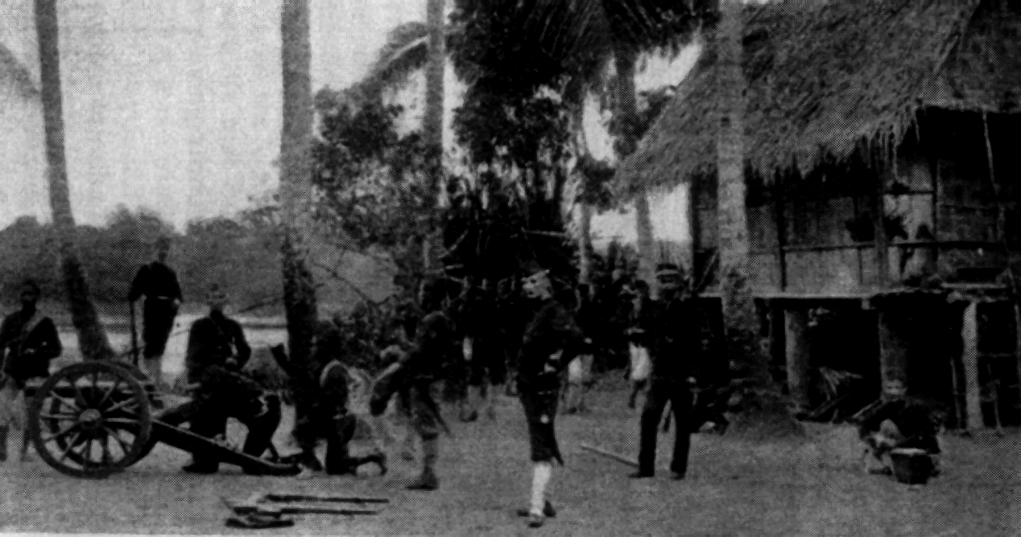
Vorrückende KLIN-Artillerie im Dorfe Rantau Kapas Muda (1902)

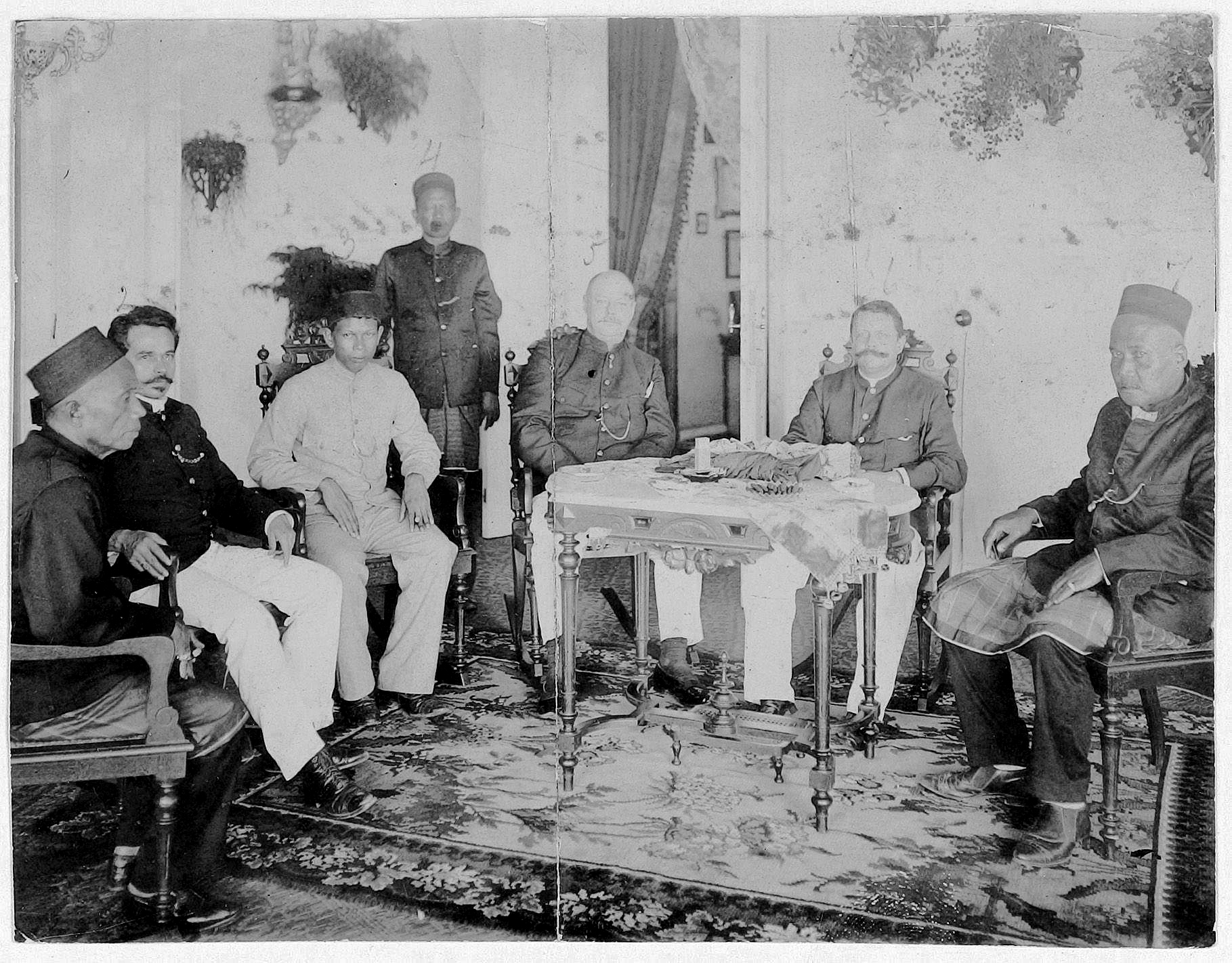
Kapitulation des Kronprinzen Marta Ringat (3.v.l.) mit Übergabe der Insignien an den Residenten O. L. Helfrich (2.v.r.; 26. März 1904)

Im Juni 1899 wurde Sultan Zain ud-Din (auch Cakra Negara; † 21. Mai 1903 in Jambi), ein Bruder von Tahas, der 1881–1885 Kronprinz gewesen war und seit September 1886 regierte, von holländischer Seite zum Rücktritt gezwungen. Die Kolonialmacht hatte vorgehabt, angesichts der erwarteten Bodenschätze direkter in die Verwaltung einzugreifen. Der Vertrag mit dem Sultanat sollte durch einen neuen, nur drei Paragrafen langen (Korte Verklaring) ersetzt werden, der die vollkommene Unterwerfung forderte. Trotz mehrerer Versuche des Residenten von Palembang, I. A. van Rijn, das Wahlmännergremium zusammentreten zu lassen, wurde bis Juni 1901 kein neuer Sultan gewählt. Der Resident übernahm bereits am 27. Februar das Amt des Sultans selbst.
Nachdem im Haag die seit 1870 betriebene Politik der Nichteinmischung zu dieser Zeit aufgab, erhielt er im September 1901 die Erlaubnis militärisch vorzugehen. Es entwickelte sich ein Kleinkrieg gegen im Dschungel lebende Guerillagruppen, die meist um 30–40 Mann unter dem Befehl eines Adligen umfassten. Diese Grüppchen wurden in einer langwierigen Kampagne aufgerieben. Der ungarische Abenteurer Karl Hirsch gab sich als osmanischer Oberst aus und gaukelte den Aufständischen vor, er könne gegen Bezahlung die Anerkennung der türkischen Oberhoheit sichern. Er wurde von den Holländern mit dem ergaunerten Geld 1905 verhaftet und in Batavia verurteilt. Der Kronprinz Marta Ringat übergab die Insignien des Sultans nach seiner Kapitulation im März 1904. Taha wurde im September erschossen. Einzelne Versprengte unterwarfen sich 1903/04, einige kämpften bis 1907 weiter. Die Untertanen des Sultans standen nicht immer auf Seite der Aufständischen, sondern unterstützten vielfach die Kolonialherren. Das Territorium und zwangsläufig auch die angrenzenden Gebiete wie Kerinci kamen als Residentur unter direkte Kolonialherrschaft.

### 1907 bis 1941
Die überlebenden Mitglieder der Herrscherfamilie wurden in einem Weiler außerhalb von Jambi zwangsweise angesiedelt. Sie genossen in der Gesellschaft zwar noch Ansehen, verarmten aber, da ihre Apanage 1901 gestrichen worden war, zusehends. Es blieb die Garnison mit drei Offizieren und 240 Mann Gendarmerie, das einheimische Recht bestand fort. 1909 kam es zu einer Cholera-Epidemie. Hermann Hesse besuchte die „befriedete“ Region 1911.
Da nun die Dominanz der Niederländer gesichert war, geschah zwischen den Kriegen, abgesehen von einem Bauernaufstand 1916 und geringfügiger wirtschaftlicher Entwicklung wenig. Der Bezirk Kerinci wurde 1921 West-Sumatra zugeschlagen, die Residentur hatte danach nur noch eine Fläche von 44.542 km² mit 164.618 Einwohnern. Es bestanden sechs Unterbezirke. Traditionelle Selbstverwaltung auf Dorfebene hatten unter den indigenen Völkern die Orang Kerdjan, sie siedelten entlang des Oberlaufs des Hari, sowie die Orang Bedjadjah, unter denen das Matriarchat üblich ist. Für Chinesen wurde ein eigener Chef (hoofplaats) ernannt. Als erste politische Partei eröffnete 1939 die Sarekat Islam ein Büro.

### 1942 bis 1951
Im Zweiten Weltkrieg wurde unter japanischer Verwaltung in der Hauptstadt eines der 19 Internierungslager auf Sumatra angelegt. Die letzten Internierten wurden 1944 andernorts verbracht.

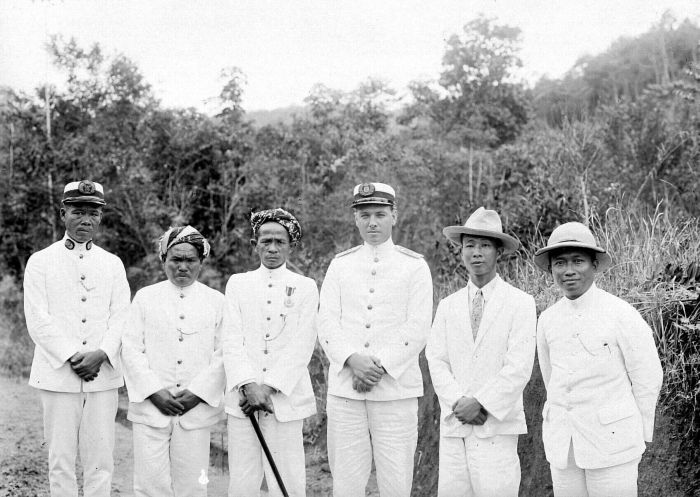
Kolonialherren in Jambi (vor 1939)

In Jambi, das von den Briten Ende 1945 nicht besetzt wurde, etablierte sich zunächst eine republikanische Verwaltung. Im November wurde Raden Inoue Kertopati, ein damals etwa 60-jähriger Sohn Tahas, zum Ziviladministrator ernannt. Unter den konservativen Einwohnern gab es jedoch eine starke separatistische Strömung, die wieder ein Sultanat wünschte. Diese Fraktion, der sich Kertopati später ebenfalls anschloss, forderte die Holländer mehrfach auf, die Truppen der Republik zu vertreiben. Trotzdem wurden Sukarno und Mohammad Hatta, als sie im Juli bzw. November 1948 den Ort besuchten, herzlich empfangen. Aufgrund der wiederaufgenommenen Gummi-Exporte, blühte die Region schnell auf. Am 29./30. Dezember 1948 führten koloniale Fallschirmjäger eine „Polizeiaktion“ durch, infolge derer etwa drei Viertel der Hauptstadt zerstört wurde. Es gab zahlreiche Berichte von Plünderungen und willkürlichen Erschießungen von Zivilisten. Eine im März 1949 geschaffene provisorische Regionalregierung, die Dewan Jambi Sementara, versuchte vergeblich die Schaffung eines autonomen Sultanats innerhalb einer indonesischen Union zu erreichen. Im Dezember übernahm die republikanische Regierung endgültig die Verwaltung. Die Region wurde nach der Unabhängigkeit Teil der Provinz Zentralsumatra, 1957 wurde die autonome Provinz Jambi geschaffen.

## Wirtschaft und Infrastruktur
Für die Händler der VOC war zunächst der in Jambi angebaute Pfeffer von Interesse, dessen Ankaufspreis man Ende des 17. Jahrhunderts gewaltsam drückte. Die lokal vorherrschende Varietät war ab dem 18. Jahrhundert wegen ihrer geringen Qualität kaum noch geschätzt. Süd-Sumatra war für die Holländer auch ein wichtiger Markt für ihre Sklaven. Die muslimischen Herrschern versklavten ihrerseits vielfach die indigenen Kubu; dieses Volk war mit den Jambi-Malayen verwandt, sprach jedoch eine eigene Sprache, einen Dialekt des Malaiischen. Alluviales Gold, auf das man in den 1860ern gehofft hatte, wurde nicht gefunden. Aus dem roten Harz der Früchte einer Rattan-Art wurde das sogenannte Drachenblut, das sowohl als Farbstoff als auch als Medizin Verwendung fand, gewonnen. In höheren Lagen wurde etwas Kaffee angebaut. Es wurde fünfmal so viel Trockenreis angebaut wie auf den bewässerten Flächen. Zusätzlich wurden große Mengen Reis über Singapur importiert. Jambi blieb bis nach 1920 vom 1873 eingeführten einheitlichen Zolltarif für Niederländisch-Indien ausgenommen.
Zwischen 1880 und 1900 überstiegen die Exporte selten ½ Mio. fl. Ab den 1890er Jahren wurden, besonders um die Hauptstadt herum und nahe den Flüssen, zahlreiche Gummi-Plantagen angelegt, die ihre Arbeiter auswärts rekrutierten. Die Anwerbung von Kulis war ein einträgliches Geschäft. Plantagenbetreiber zahlten zur Zeit des Gummi-Booms (1909/10) ca. 80 fl. pro Kopf. Den Handel kontrollierte die Rubbercultuur- en Handelmaatschappij Djambi. Weniger wichtig waren Kapok, Kopra und Gambir. Das Sultanat blieb ein armes und wirtschaftlich rückständiges Gebiet. Der wichtigste Verkehrsweg zur Küste war immer der Hari, der für Seeschiffe auf 80 km und für Boote fast 900 km schiffbar ist. 1914 wurden die ersten Telegrafen- und Telefonverbindungen nach Palembang installiert.
Der Kleinhandel lag in der Hand von Chinesen, als Kulis dienten fast ausschließlich diese und Javaner, die 1930 6 Prozent der Bevölkerung ausmachten. Die Einheimischen, die wenig Interesse an Schulbildung zeigten und 1930 eine Analphabetenquote von etwa 92 Prozent aufwiesen, blieben vom Wirtschaftsleben ausgeschlossen. Die Tageslöhne lagen 1909 für männliche Kulis bei 14–16 Cent, in Bergwerken bei 16–24 ¢, Fachkräfte erzielten bis 32 ¢. Große Vorschüsse, oft in Höhe mehrerer Jahresgehälter, bei Vertragsabschluss, üblicherweise auf drei bis fünf Jahre, zwangen die Arbeiter in Schuldknechtschaft. Diese Praxis wurde 1911 gesetzlich eingeschränkt. Bereits 1917 erzielten Kulis 50–75 ¢ und gelernte Handwerker von 1–2,50 fl. täglich.
Erste Ölquellen wurden 1922 erschlossen. Die bedeutendsten Felder, auf denen 1929 2400 Arbeiter beschäftigt wurden, waren Bajubang, Tempino und in den 1930ern Kenali Assam. Bis 1938 steigerte sich die Ausbeute auf 14 Prozent der Gesamtproduktion von Niederländisch-Indien. Diese Quellen wurden beim Rückzug des KLIN 1942 zerstört. Die halbstaatliche Ölfirma NIAM finanzierte auch zum größten Teil die erste asphaltierte Straße 1930, 92 km von Jambi nach Muara Tembesi, nachdem bereits seit dem Ersten Weltkrieg Anschluss an das Fernstraßennetz durch unbefestigte Straßen bestanden hatte. 1936 war die Strecke Palembang-Padang befahrbar. Ein Flugfeld, heute „Sultan Taha Airport“ (DJB) südlich der Hauptstadt entstand 1933. Es gab keine örtliche Zeitung.

### Geldwesen
Zwar war der von der Javaanschen Bank herausgegebene untergedeckte und minderwertige Silbergulden (rupia) seit 1873 an den goldgedeckten Gulden des Mutterlandes gebunden, jedoch lief im 19. Jahrhundert, außer Kupfermünzen, in ganz Ostsumatra – besonders unter den Chinesen, die praktisch als einziger Teil der Bevölkerung am Geldverkehr teilnahmen – der untergedeckte Straits-Dollar um, dessen Vorteil es war, dass er in China wie der Mexikanische Silberdollar (Feingewicht 24,433 g Ag) gängig war. Zunächst wurde die Annahme von fremden Valuta an den staatlichen Kassen verboten, ab 1912 wurde auch deren Umlauf unterdrückt und die regierungseigenen Noten und Scheidemünzen zum einzigen gesetzlichen Zahlungsmittel.